# Salto-alto

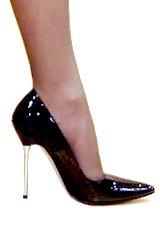
Salto alto tipo scarpin com meia-calça.

Sapatos de salto alto (frequentemente abreviado como salto-alto ou apenas salto) é calçado que deixa o calcanhar do usuário significativamente mais elevado do que os dedos. Quando tanto o calcanhar quanto os dedos dos pés são levantados igualmente, como em um sapato plataforma [en], não é considerado um "salto-alto". Saltos-altos tendem a dar a ilusão de pernas mais longas e mais finas. Esses sapatos podem ser encontrados em uma ampla variedade de estilos, e os saltos são encontrados em muitas formas diferentes, incluindo stiletto, bomba, bloco, cónica, lâmina, e cunha.
De acordo com os grandes estilistas de calçados, como Jimmy Choo e Gucci, um salto baixo é aquele com menos de 6 centímetros, de 6 centímetros a 8,5 centímetros os saltos são considerados saltos médios, e acima de 8,5 centímetros é considerado um salto-alto.
Embora os saltos-altos sejam quase exclusivamente usados por mulheres, existem alguns tipos de sapato que podem ser usado por ambos os sexos, como as botas.

## História

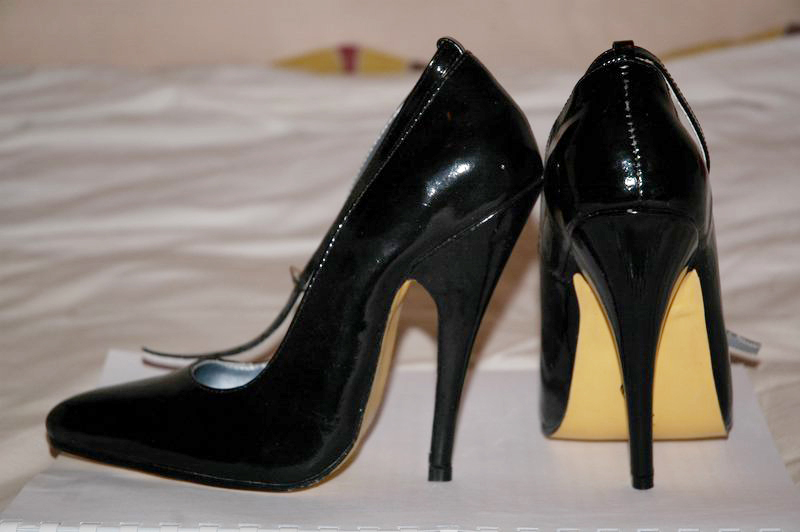
Salto alto tipo agulha.

Os saltos altos têm uma longa e rica história, que datam desde o século X. A cavalaria persa, por exemplo, usava uma espécie de bota com saltos para garantir que seus pés ficassem nos estribos, e isso permitia que eles atirassem suas flechas de forma mais eficaz. Açougueiros egípcios também usavam saltos para ajudá-los a caminhar sobre o sangue de animais mortos. Na Grécia e Roma antigas, sandálias plataforma chamada kothorni, mais tarde conhecido como coturnos na Renascença, eram sapatos com solas de madeira de alta ou de cortiça que eram populares particularmente entre os atores que iria usar sapatos de alturas diferentes para indicar diferentes status social ou a importância das personagens. Na Roma antiga, o comércio do sexo era legal, e prostitutas eram facilmente identificados por seus saltos altos.[carece de fontes?]

## Cena contemporânea

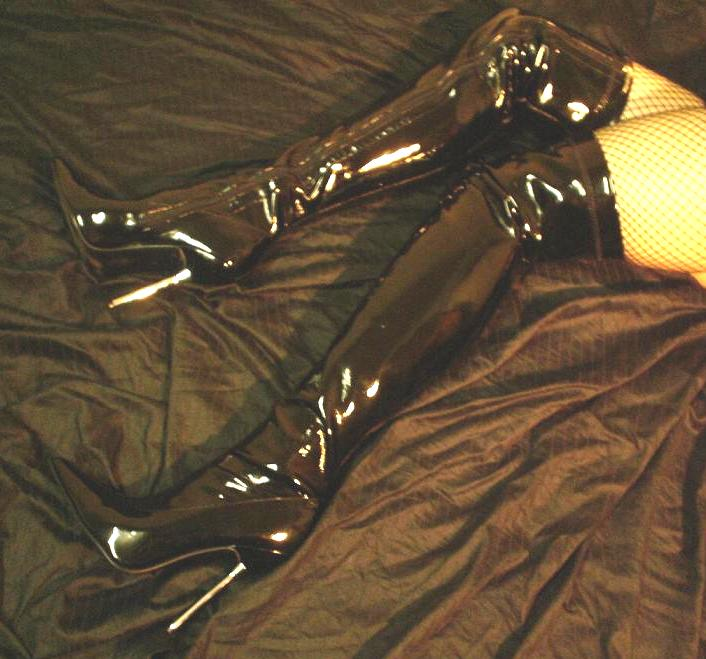
Bota de salto alto que vai até a coxa.

Desde a Segunda Guerra Mundial, os sapatos de salto alto caíram dentro e fora de moda várias vezes, principalmente no final de 1990, quando saltos mais baixos e até mesmo apartamentos predominaram. Saltos mais baixos foram preferidas durante o final dos anos 1960 e início de 1970 também, mas saltos mais altos retornaram no final de 1980 e início de 1990. A forma do calcanhar moda também mudou de bloco (1970) para cônico (1990), e stiletto (1950, 1980, e pós-2000).
Hoje, os saltos altos são tipicamente usados por mulheres, com alturas variando de um salto gatinho de 1 ½ polegadas (4 cm) para um salto agulha (ou saltos-agulha) de 4 polegadas (10 cm) ou mais. Extremamente sapatos de salto alto, como os superiores a 5 polegadas (13 cm), normalmente são usados apenas por razões estéticas e não são considerados práticos. Tribunal sapatos são estilos conservadores e, muitas vezes utilizados para o trabalho e ocasiões formais, enquanto estilos mais aventureiros são comuns para usar à noite e dançar. Saltos altos viram controvérsia significativa no campo médico, ultimamente, com podólogos vendo muitos pacientes cujos graves problemas pé ter sido causado quase exclusivamente pelo desgaste de salto alto.
Salto cunha é informalmente outro estilo do calcanhar, onde o calcanhar está em forma de cunha e continua todo o caminho até a ponta do sapato.
Durante o século XVI, a realeza europeia começou a usar sapatos de salto alto para fazê-los parecer mais alto ou maior do que a vida, como Catarina de Médici ou eu Mary da Inglaterra. Por volta de 1580, os homens também usavam, e uma pessoa com autoridade ou riqueza foi muitas vezes referido como "abastados".

## Tipos de saltos altos
Os tipos de saltos encontrados em calçado de salto alto são:
- Cone: um salto redonda que é largo onde se encontra com a sola do sapato e visivelmente mais estreita no ponto de contacto com o solo
- Sabrina: um salto curto e fino com altura máxima com menos de 2 centímetros e diâmetro não superior a 0,4 polegadas no ponto de contacto com o solo
- Prisma: três faces planas que formam um triângulo no ponto de contacto com o solo
- Cubano: calcanhar bloco quadrado de espessura de aproximadamente 2 polegadas de diâmetro e altura
- Carretel: largo onde se encontra com a sola e no ponto de contacto com o solo; visivelmente mais estreita no ponto médio entre os dois
- Agulha: um salto alto, magro, com altura mínima de 2 polegadas e diâmetro não superior a 0,4 polegadas no ponto de contacto com o solo
- Anabela: ocupa todo o espaço sob o arco e porções calcanhar do pé

## Homens e saltos

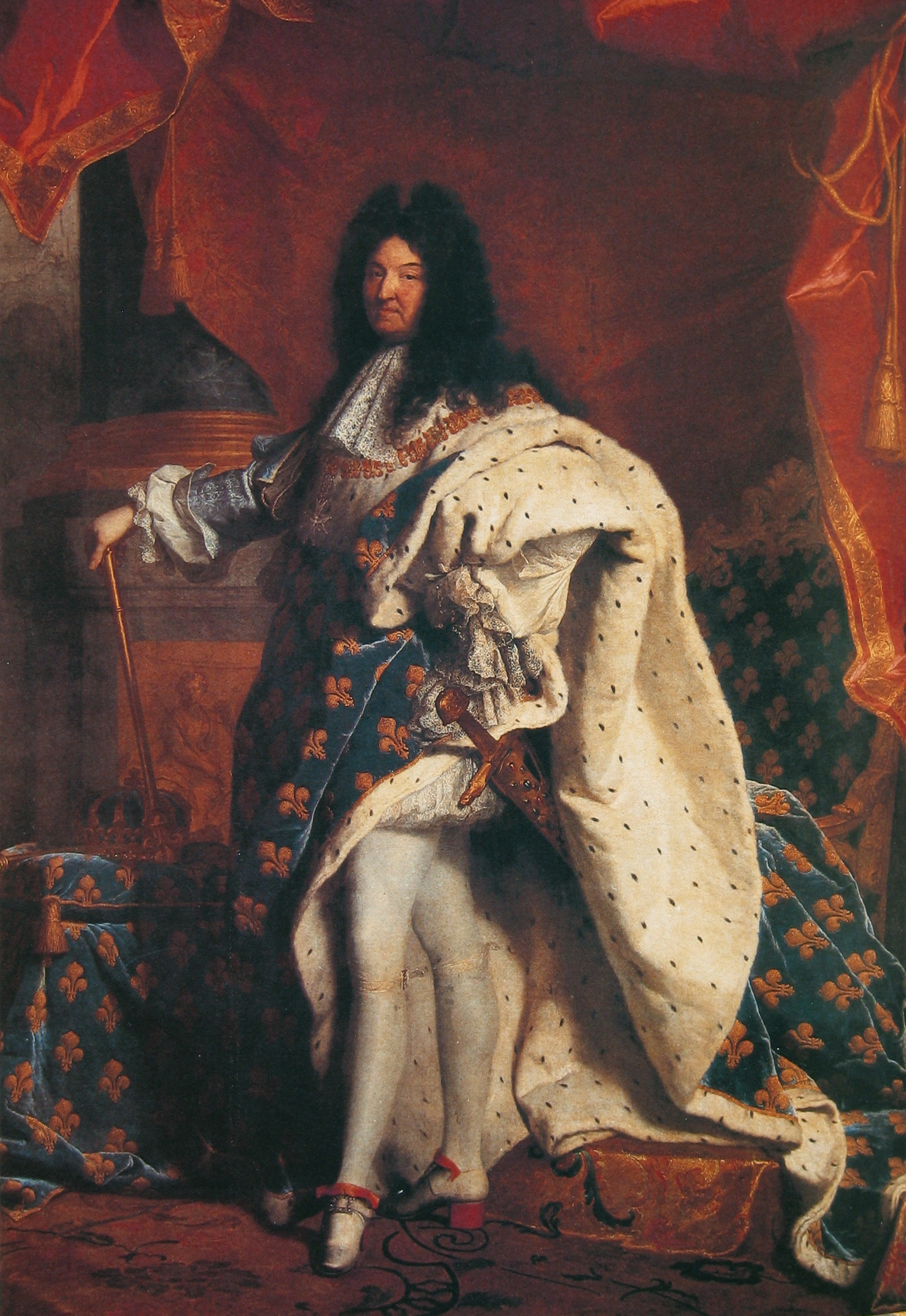
Luís XIV posa com saltos. Para gerar distinção entre nobres e plebeus, o monarca francês decretou que apenas membros da sua corte tinha autorização para usar saltos vermelhos.

A autora Elizabeth Semmelhack, do Bata Shoe Museum (Museu dos Sapatos), em Toronto, Canadá, declarou que os primeiros sapatos de salto alto foram criados para cavaleiros persas, com intuito de garantir uma melhor posição dos pés nos estribos durante as montadas. Foi no fim do século XVI que a cultura persa disseminou-se pela Europa, o que fez com que os saltos fossem vistos como sinais de virilidade. No século posterior, esses calçados eram bastante populares entre os membros das classes mais privilegiadas, como o rei francês Luís XIV. Contudo, em 1740, os sapatos de salto alto passaram a ser vistos como "ridículos" e os homens deixaram de usá-los.
Uma exceção notável é botas de cowboy, que continuam ao desporto um salto mais alto de equitação. As duas polegadas apresentam calcanhar cubano em muitos estilos de inicialização dos homens, mas foi popularizado por Beatle boots, famosa usado pelo grupo de rock inglês The Beatles, que viu a reintrodução de saltos para os homens. Botas Winklepicker também geralmente apresentam um salto cubano. Houve também uma breve ressurgimento em maior sapatos de salto para os homens na década de 1970 (em Saturday Night Fever, o personagem de John Travolta usa um salto cubano na seqüência de abertura). O cantor Prince é conhecido por usar saltos altos, bem como Elton John. Bandas como Mötley Crüe e Sigue Sigue Sputnik predominantemente usavam saltos altos durante a década de 1980. Usuários do calcanhar de corrente são Justin Tranter, vocalista do Semi Precious Weapons, e Bill Kaulitz, vocalista do Tokio Hotel.
Os homens no século XXI têm usado salto alto como parte de eventos como Walk a Mile in Her Shoes, para mostrar sua oposição à violência contra as mulheres.

## Acessórios
O stiletto de certos tipos de saltos altos podem danificar alguns tipos de pisos. Esses danos podem ser prevenidas por protetores de calcanhar, também chamado de cobre, guardas, ou torneiras, que se encaixam sobre as pontas de estilete para mantê-los a partir de contato direto e estragar com superfícies delicadas, tais como linóleo (rotogravura) ou de uretano-chão de madeira envernizada. Protetores de calcanhar são amplamente utilizados na dança de salão, como danças são muitas vezes realizadas em piso de madeira. O fundo da maior parte dos saltos normalmente tem uma ponta do calcanhar de plástico ou metal que se desgasta com o uso e pode ser facilmente substituído. Saltos vestido (sapatos de salto alto com uma decoração elaborada) são usados para ocasiões formais. Muitas entidades filantrópicas foram criados em torno da ideia central de combatentes a violência de gênero através do uso de sapatos de salto alto e "caminhar uma milha em seus sapatos". Este tema tem aparecido em vitrines em shoppings e em várias cidades nos Estados Unidos.

## Problemas nos pés e tendões
Os Sapatos de salto alto inclinam o pé para a frente e para baixo enquanto dobra os dedos dos pés para cima. Quanto mais os pés são forçados a essa posição, mais ele pode fazer com que o tendão de Aquiles encurte.Quando o pé inclina para a frente, um peso muito maior é transferida para a bola do pé e os dedos dos pés, aumentando a probabilidade de dano ao tecido subjacente que suporta o pé. Em muitos sapatos, estilo dita função, seja comprimindo os dedos ou forçá-los juntos, possivelmente resultando em bolhas, calos, dedos em martelo, joanetes (hallux valgus), neuroma de Morton, fasceíte plantar e muitas outras podopatias, a maioria das quais são permanentes e necessitam de cirurgia para aliviar a dor. O Salto alto exerçe pressão sobre a parte inferior das costas, esmagando as vértebras lombares e contraindo os músculos da região lombar.
Se não for possível evitar saltos altos completamente, sugere-se passar pelo menos um terço do tempo que passam em pé ,sapatos ou sapatilha do tipo "tênis" de bom amortecimento, salvando os saltos altos para ocasiões especiais.O ideal seria que o calçado tivesse sua fabricação personalizada.
Um dos problemas mais críticos de design de sapatos de salto-alto envolve uma construção adequada.A Construção inadequada pode causar o maior dano para o pé, que são demasiado estreitos forçando os dedos dos pés para serem muito juntos. Garantir que exista espaço para os dedos dos pés para assumir uma separação normal para que salto alto continue a ser uma opção ao invés de uma prática debilitante é uma questão importante na melhoria da usabilidade de sapatos de salto alto da moda.
Saltos de largura não necessariamente oferecem mais estabilidade, e qualquer calcanhar levantado com largura demais, como o encontrado em sapatos "lâmina" ou "bloco de salto alto", induz torque lado-a-lado insalubre aos tornozelos a cada passo, ressaltando desnecessariamente, ao criar impacto adicional sobre as bolas dos pés. Assim, o melhor projeto para um salto alto é um com uma largura mais estreita, onde o calcanhar está mais perto da frente, mais solidamente sob o tornozelo, onde a caixa do dedo do pé oferece espaço suficiente para os dedos dos pés, e onde a frente o movimento do pé em o sapato é colocada em xeque por materiais moles em todo o peito do pé, em vez de pôr os dedos dos pés para a frente e bater sendo tocando juntos na caixa do dedo do pé ou esmagados na frente da caixa de dedo do pé.
Apesar dos problemas médicos em torno de salto alto,os podólogos recomendam saltos médio a moderado  para alguns pacientes. Parece que uma ligeira elevação do calcanhar, melhora o ângulo de contato entre os metatarsos e no plano horizontal, assim, mais que muito se aproxima o ângulo adequado e, resultando na distribuição de peso adequada de um pé de médio a alto arqueado. Os ortopedistas argumentam ainda que saltos elevados provocam tensões desnecessárias sobre os vários ossos e articulações do pé.

## Potenciais benefícios para a saúde de saltos altos para as mulheres
Em 2008, Cerruto et al. reportaram resultados que sugerem que o uso de saltos altos pode melhorar o tônus muscular do assoalho pélvico da mulher, tendo assim um efeito potencial sobre a incontinência urinária de esforço feminina. Na publicação original, o autor principal, Dr. Maria Angela Cerruto do Departamento de Ciências Biomédicas e Cirúrgica, Urologia Clínica, Universidade de Verona, Itália, escreve que com a sua publicação que ela quer para responder a um artigo anterior no Daily Mail (29 de outubro de 2007) sobre a hipótese de que o calçado de salto alto pode causar esquizofrenia.
| “ | Eu não tenho as habilidades para refutar ou confirmar essa hipótese, mas como uma mulher lendo jornais não científicos, fico atônito em face da bizarras teorias médicas publicados em revistas não-científicas, na ausência de qualquer leitura científica do filtro ou a chave, porque podem ser mal interpretado. [...] Eu sou um urologista e eu colaboro com fisioterapeutas, com o objetivo de melhor compreender a relação entre a postura e a atividade muscular do assoalho pélvico em mulheres com e sem incontinência urinária de esforço. | ” |

Na publicação, os resultados do estudo de Cerruto et al. mostram que em ambos os incontinentes jovens e mulheres (<50 anos de idade) uma flexão plantar do tornozelo pode causar uma inclinação pélvica posterior que é capaz de manter um tônus muscular pélvico. Comparação com os resultados do estudo anterior  mostra que o tônus muscular pélvico induzida por saltos usando é comparável com a de usar mocassins plana, mas aumentando a força contrátil da musculatura pélvica ativamente. Durante o estudo, diversos tamanhos de calçados e alturas de salto foram investigados, medindo a atividade muscular do assoalho pélvico máxima (em mV) para tamanhos de calçados 37-41 (EUA tamanho 5,5-9,5) e alturas de salto de 0 (mocassins flat) a 7 centímetros.
Com base nos resultados do estudo, Cerruto et al. concluir que os saltos podem afetar a atividade muscular do assoalho pélvico feminino, reduzindo a dor pélvica miofascial, relaxar o assoalho pélvico e órgãos pélvicos e melhorar o bem-estar.
Em uma nota mais pessoal, Cerruto também escreve:
| “ | Eu gosto de sapatos de salto e embora sejam por vezes desconfortável, eu continuo a usá-los em um esforço para parecer mais esguio e mais alto. | ” |

Adicional para a publicação no European Urology, Cerruto et al. também apresentou os resultados de seu estudo em 2007 no European Association of Urology Congress, em Berlim.

## Atitudes feministas para saltos altos
O salto alto tem sido um campo de batalha central da política sexual desde o surgimento do movimento de libertação das mulheres da década de 1970. Muitas feministas da segunda onda rejeitaram o que eles consideravam como padrões constritivos de beleza feminina, criada para a subordinação e objetivação da mulher e auto-perpetuadas pela competição reprodutiva e a estética própria das mulheres. Algumas feministas argumentam que os saltos altos foram projetados para tornar as mulheres indefesas e vulneráveis, perpetuando o papel de gênero de homens como protetores das mulheres lentamente impressionante. Saltos altos também foram acusados de reduzir a mulher a um objeto sexual por sacrificar o conforto prático em favor de um alegado aumento no apelo sexual. Algumas feministas da segunda onda, como Judy Grahn, têm ligado os saltos altos a rituais de menstruação que várias culturas têm utilizado.